# Сіннемон (Огайо)
Сіннемон (англ. Cinnamon Lake) — переписна місцевість (CDP) в США, в окрузі Ешленд штату Огайо. Населення — 1237 осіб (2020).

## Географія
Сіннемон розташований за координатами 40°59′4″ пн. ш. 82°11′31″ зх. д. / 40.98444° пн. ш. 82.19194° зх. д. (40.984492, -82.192008).  За даними Бюро перепису населення США в 2010 році переписна місцевість мала площу 4,77 км², з яких 4,19 км² — суходіл та 0,58 км² — водойми.

## Демографія
Згідно з переписом 2010 року, у переписній місцевості мешкали 1243 особи в 471 домогосподарстві у складі 369 родин. Густота населення становила 260 осіб/км².  Було 555 помешкань (116/км²).
Расовий склад населення:
| - 98,2 % — білих - 0,6 % — чорних або афроамериканців - 0,2 % — корінних американців - 0,2 % — азіатів |

До двох чи більше рас належало 0,7 %. Частка іспаномовних становила 0,6 % від усіх жителів.
За віковим діапазоном населення розподілялося таким чином: 25,0 % — особи молодші 18 років, 60,5 % — особи у віці 18—64 років, 14,5 % — особи у віці 65 років та старші. Медіана віку мешканця становила 41,0 року. На 100 осіб жіночої статі у переписній місцевості припадало 97,9 чоловіків;  на 100 жінок у віці від 18 років та старших — 96,6 чоловіків також старших 18 років.
Середній дохід на одне домашнє господарство  становив 46 386 доларів США (медіана — 46 250), а середній дохід на одну сім'ю — 52 925 доларів (медіана — 49 063). За межею бідності перебувало 10,9 % осіб, у тому числі 0,0 % дітей у віці до 18 років та 25,8 % осіб у віці 65 років та старших.
Цивільне працевлаштоване населення становило 330 осіб. Основні галузі зайнятості: фінанси, страхування та нерухомість — 20,6 %, виробництво — 18,8 %, мистецтво, розваги та відпочинок — 17,3 %, науковці, спеціалісти, менеджери — 16,7 %.